# Harboungou
Harboungou est une localité située dans le département de Bilanga de la province de la Gnagna dans la région Est au Burkina Faso.

## Santé et éducation
Le centre de soins le plus proche d'Harboungou est le centre de santé et de promotion sociale (CSPS) de Bilanga.
Le village possède une école primaire publique.